# أحمد سمير سعد
أحمد سمير سعد (من مواليد المطرية، 26 سبتمبر 1983) هو كاتب وروائي ومترجم وطبيب تخدير مصري.
حصل أحمد سمير سعد على ماجستير التخدير والرعاية المركزة وعلاج الألم، في كلية الطب، بجامعة القاهرة عام 2012، ودكتوراه التخدير والرعاية المركزة وعلاج الألم، بنفس الكلية بعد 4 سنوات. يعمل مدرسًا مساعدًا بقسم التخدير بمستشفى قصر العيني بكلية طب جامعة القاهرة، وهو عضو اتحاد كتَّاب مصر. اختبر أحمد سمير سعد أيضًا رئيسًا لنادى أدب قصر ثقافة بهتيم.
أنتج أحمد سمير سعد عددًا من الأعمال الأدبية، منها: رواية «سِفر الأراجوز»، و«تسبيحة دستورية» (نص أدبي)، والمجموعة القصصية «الضئيل صاحب غيَّة الحمام»، ورواية «شواش»، والمجموعة القصصية «طرح الخيال». له أيضًا كتاب «لعب مع الكون»، والذي نشر سنة 2017، ورواية «المزين» التي صدرت عن الهيئة العامة لقصور الثقافة في ذات العام، وله عدد من المقالات العلمية والأدبية والقصص المنشورة. بالإضافة إلى ذلك، ترجم أحمد كتاب «مقدمة إلى فلسفة الرياضيات» للفيلسوف البريطاني برتراند راسل، ومن الكتب الأخرى التي ترجمها «العقل والمادة» لإرفين شرودنجر، و«طبيعة العالم الفيزيائي» لأرثر ستانلي إدنتجتون، و«آليس في بلاد الكم» لروبرت جيلمور.

## النقد
أثنى محمود عبد الشكور على أسلوب أحمد سمير سعد في كتابه «لعب مع الكون»، قائلاً: «تحمست كثيرًا لهذه المحاولة التي قدمها أحمد سمير سعد في كتابه الصادر عن دار اكتب بعنوان “لعبٌ مع الكون”، فالكتاب يضم مقالات لا تيسر فقط النظريات العلمية، الفيزيائية والفلكية، للقارئين، ولكن طموح الكاتب جعله يوسع من الدائرة كثيرًا، فيمزج في مقالاته بين أسئلة العلم وأسئلة الفلسفة، بين الماضي الأسطوري للإنسان، وخيالات الأدب والفن، وهو يعرض ويناقش ويحلل في نفس الوقت، جهد كبير ومدهش، يحقق هدفه تمامًا، سواء في تبسيط المعلومة والنظرية [...] أو سواء في إقامة جسور بين الأدبي والفني والعلمي [...] أو سواء بطرح أسئلة بلا ضفاف، تظل مع القاريء حتى بعد أن ينتهي من القراءة».

## المؤلفات
- الضئيل صاحب غيه الحمام: قصص، دار اكتب للنشر والتوزيع، 2014.[7]

- سفر الأراجوز : رواية، فكرة، 2008.[8]
- شواش، دار ميريت، 2016.[9]
- المزين : رواية، الهيئة العامة لقصور الثقافة، 2016.[10]

- الله... الوطن... الهو : مجموعة قصصية، الهيئة المصرية العامة للكتاب، 2017.[11]
- الإكسير: سحر البنج الذي نمزج، مؤسسة هنداوي، 2018.[12]
- جائزة نوبل: تاريخ المجد والجدل، دار اكتب للنشر والتوزيع، 2018[13]
- التطور..الإيثار..الحمض النووي حكايات لا تروى كاملة، دار آفاق للنشر والتوزيع، 2021.[3][14]
- لعب مع الكون، روافد للنشر والتوزيع، 2016.[15]
- ممالك ملونة، دائرة الثقافة والإعلام، الشارقة، 2018.[16]

- طبيعة العالم الفيزيائي، سير آرثر ستانلي إدنجتون (ترجمة)، آفاق للنشر والتوزيع.[17]
- ما الحياة؟: الجانب الفيزيائي للخلية الحية، إرفين شرودنجر (ترجمة)، 2018.[18]
- أليس في بلاد الكَم: حكايةٌ خيالية في عالَم فيزياء الكَم، روبرت جيلمور (ترجمة)، 2020.[19]

## الجوائز
- المركز الثالث في المسابقة المركزية لهيئة قصور الثقافة، فرع القصة القصيرة، عام 2009.[2][20]
- المركز الثاني في مسابقة لجنة الشباب لاتحاد الكُتاب، دورة عبد المنعم شلبي، فرع القصة القصيرة، عام 2014.[2][20]
- فازت مجموعته القصصية للأطفال «ممالك ملونة» بالمركز الثالث في مجال أدب الطفل في جائزة الشارقة للإبداع العربي.[21][22][23]